# アブドゥルアズィーズ・ビン・サルマン・アール＝サウード

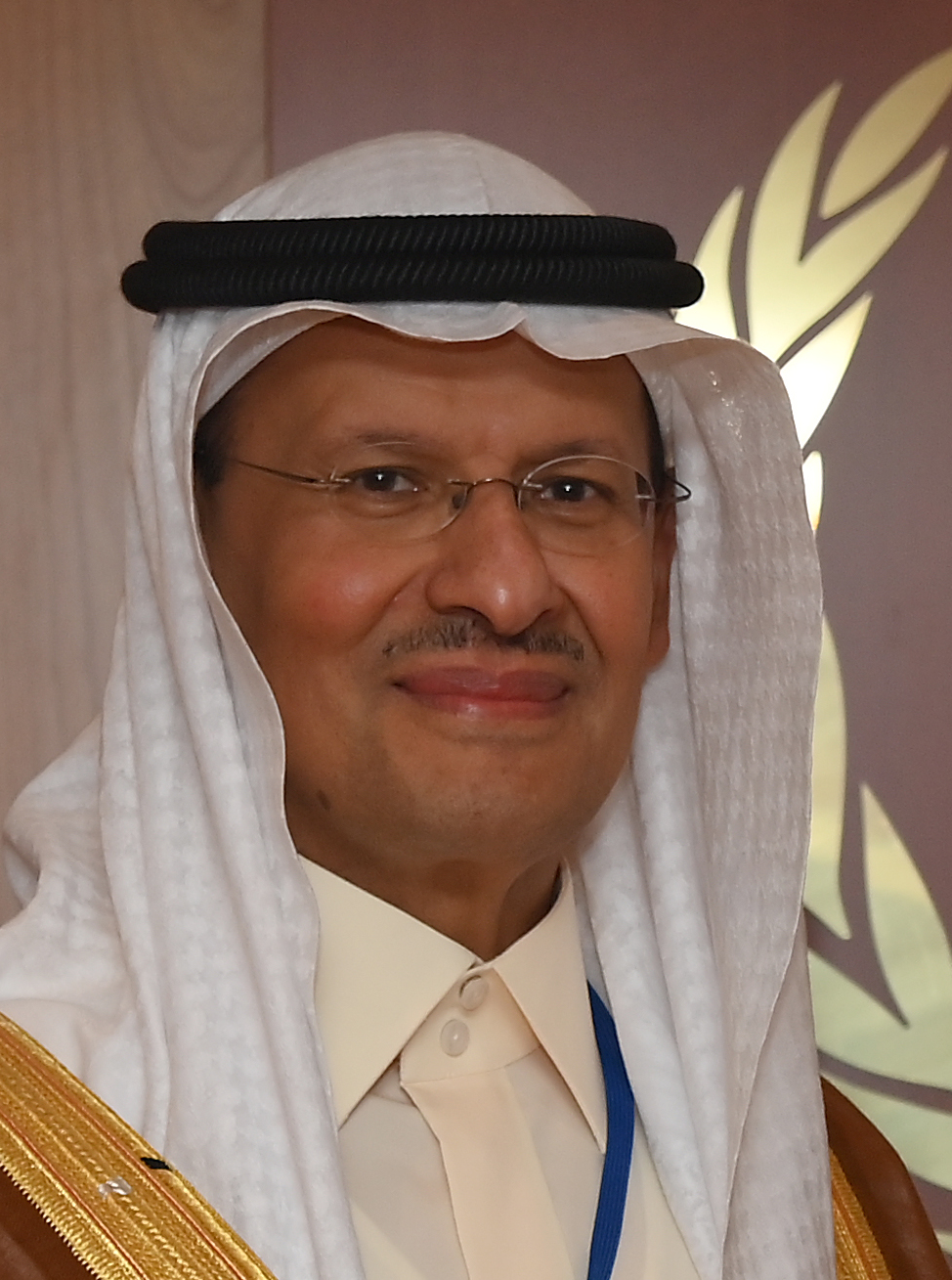
2021年

アブドゥルアズィーズ・ビン・サルマン・アール＝サウード（1960年 - ）は、サウジアラビアの政治家。第6代エネルギー大臣。
サウジのエネルギー大臣としては初の王族出身者である。